# ホッキョクジリス
ホッキョクジリス (Spermophilus parryii) は、哺乳綱ネズミ目（齧歯目）リス科に分類されるジリス。
北極地方に生息し、冬眠中の体温がマイナスにまで下がることが知られており、1年のうち9ヶ月を眠って過ごす。

## 分布

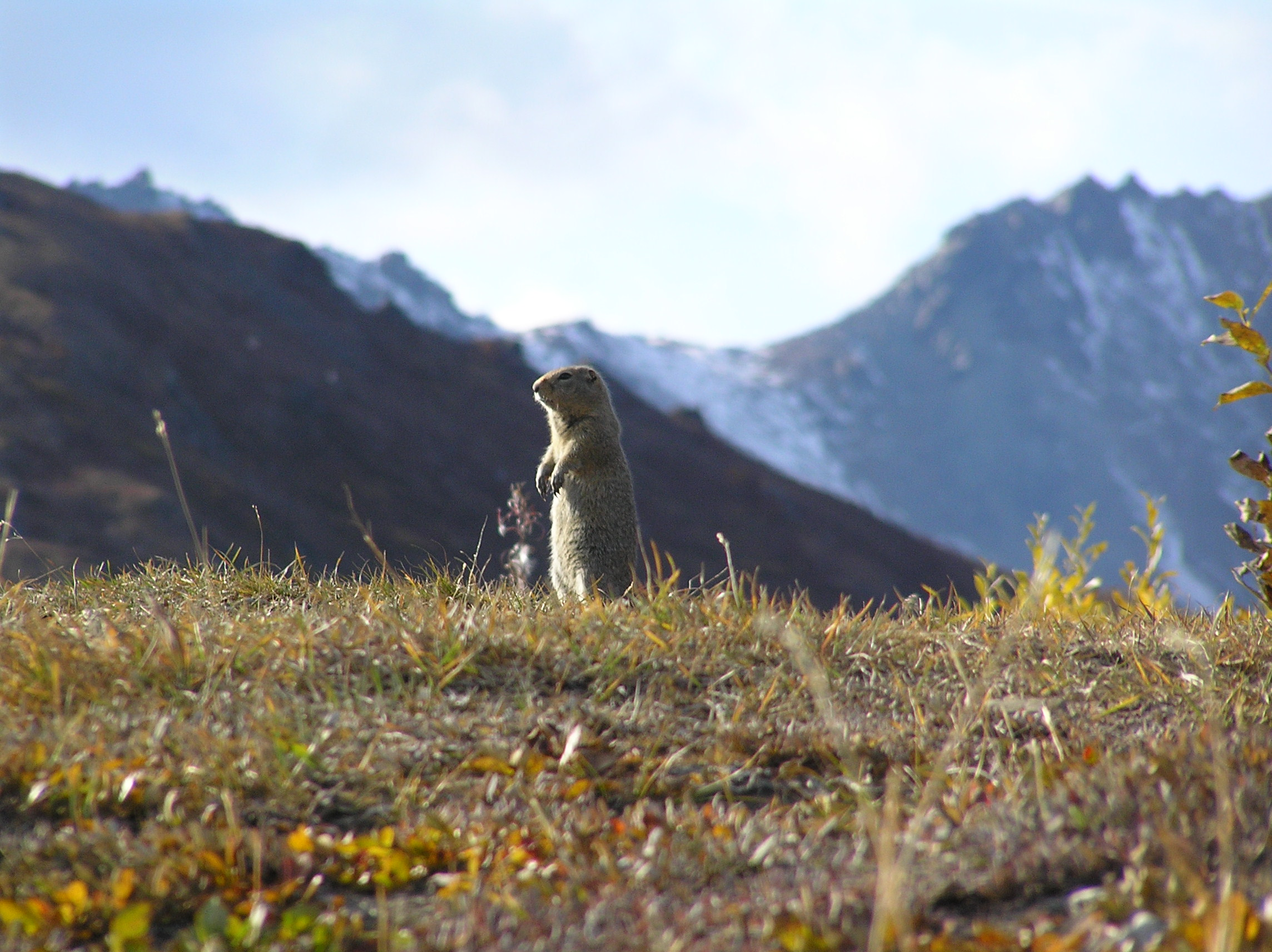
アラスカのホッキョクジリス

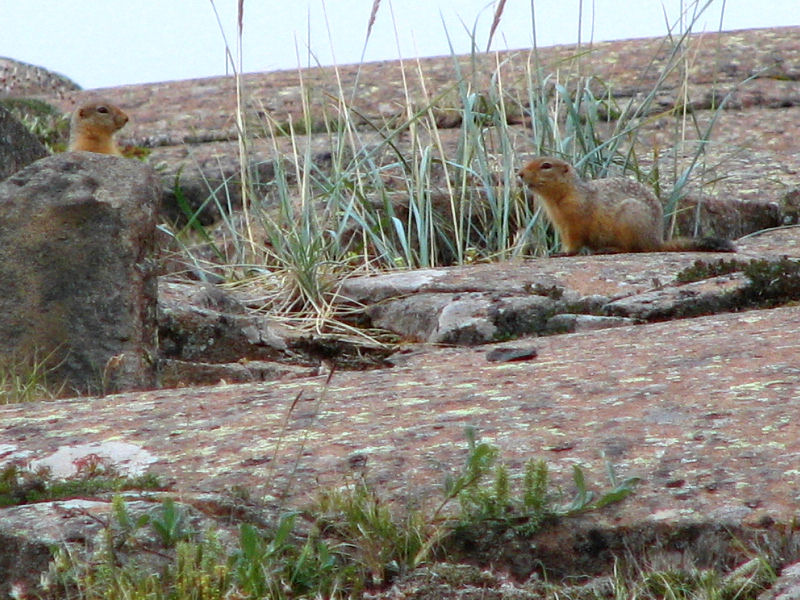
ヌナブト準州のツンドラにて

北極圏からカナダのブリティッシュコロンビア州、ノースウェスト準州、アラスカ、シベリアにかけて分布。
乾燥したツンドラや開けた草地に生息している。

## 形態
毛色は薄黄色と黄褐色で、背には白色の斑点がある。顔は短く、耳は小さい。尾は灰色で、眼の周りに白い模様がある。平均体長39cm、体重750g。雄は雌よりも100gほど重い。

## 食餌

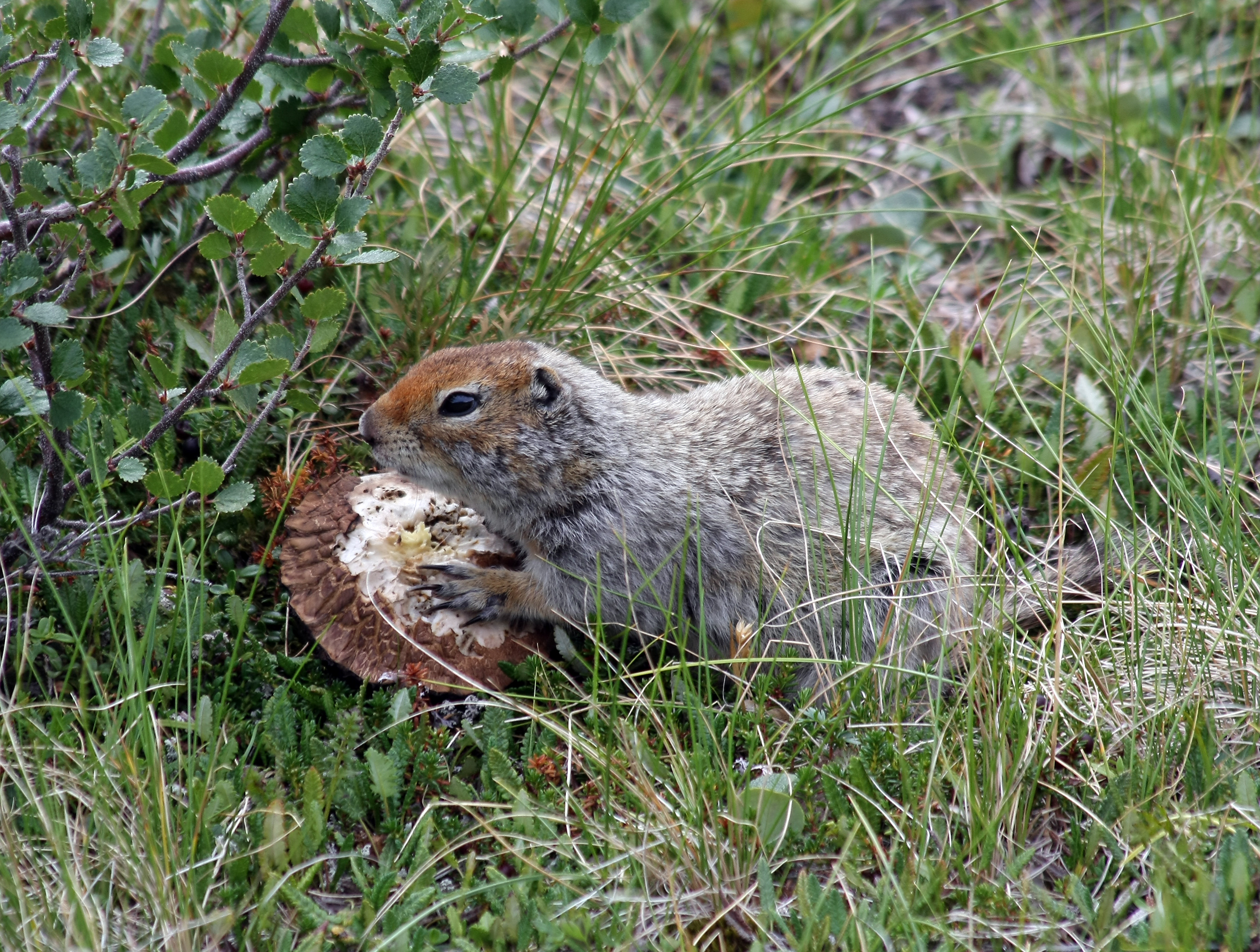
キノコを食べるホッキョクジリス

イネ科の植物、スゲ、キノコ、湿原のイグサ、コケモモ、ヤナギ、根、茎、葉、花、種。食物を頬に入れて巣に運ぶこともある。

## 生態
昼行性で、一匹の雄が支配する群れで生活している。 捕食者は、ホッキョクギツネ、クズリ、オオヤマネコ、ハイイログマ、鷲。
夏には、冬眠に備えて体脂肪を増やすため、ツンドラの植物、種子、実を探し回る。夏の終わり頃になると、春に新しい草が育つまでの間食べられるように、巣穴に食料を貯蔵し始める。巣穴の内部は、地衣類、葉、ジャコウウシの毛で覆われている。
個体間のコミュニケーションは、鳴き声と動作で行う。出会ったときには、鼻と鼻を接触させるか、体の他の部分を押し付けあう。危険に応じて警戒音を発し、捕食者によって異なった音を発する。低い喉の音は、地面にいる捕食者を示し、短い周波数の口笛のような音は、鷲などの空からの危険を示す。

## 冬眠
9月初旬から4月下旬まで冬眠する。その際、体温は37度からマイナス3度まで低下させることができる。

## 繁殖
冬眠から目覚めると、5月中旬に交尾し、およそ25日後の6月下旬に出産する。一回で5匹から10匹の子どもを産む。子は生まれたときには毛は生えていないが、6週間で離乳し、やがてやってくる冬に備えて急速に成長することができる。子は1ヶ月余りで十分に育ち、次の寒さが来る前に自分で穴を掘り冬眠の支度を済ませる。親は3ヶ月の間に、子を育て、自分の体力を回復し、冬のための食糧を貯蔵し、巣穴の大掃除をしなければならない。そのため、雨や風のひどい時でも毎日17時間もあくせくと休まずに働く。